# Elena Arregui Cruz-López
Elena Arregui Cruz-López (Irún, 1929-Santiago de Compostela, 2018) fue una arquitecta española con dilatada trayectoria y que figura entre las primeras mujeres en titularse en Arquitectura en España antes de 1960. Fue la primera presidenta de la Delegación de Santiago de Compostela del Colegio de Arquitectura. En el 2003 recibió la Medalla Castelao otorgada por la Junta de Galicia.

## Biografía
Elena Arregui Cruz-López creció rodeada de música, su madre y su padre tocaban el piano, su abuela también, y ella recibió clases de canto y piano desde muy pequeña. Fue una estudiante brillante, con facilidad para los estudios y las mejores notas en bachillerato. En una entrevista en donde relata sus inicios, declaraba que al tener que tomar la decisión sobre su futuro, ella se sentía muy capaz de estudiar para desempeñar cualquier profesión. En todo caso, se inclinaba por la arquitectura en tanto que era una profesión que reunía dos de sus principales inquietudes: el arte y la ciencia. Era una decisión difícil porque en aquel momento la arquitectura era una profesión de la que prácticamente estaban excluidas las mujeres y, por tanto, sin referentes femeninos en los que las más jóvenes pudieran inspirarse. En este sentido, conocer a Matilde Ucelay -la primera arquitecta de España-, a través de un contacto familiar, quién le animó a desarrollar esa inquietud, fue determinante para que Elena Arregui diera el paso definitivo.
Elena Arregui Cruz-López fue una de las primeras mujeres en estudiar la carrera de arquitectura y ejercer la profesión en España. En el ámbito de la Arquitectura antes de la guerra civil junto a Matilde Ucelay solo otras tres mujeres estudiaban arquitectura en España, todas ellas en Madrid: Lali Úrcola, que no terminó la carrera, Cristina Gonzalo, titulada en 1940, y Rita Fernández-Queimadelos, en 1941. La primera generación que siguieron los pasos a estas pioneras en las dos décadas siguientes, solo otras cinco mujeres estudiaron arquitectura: en 1945 se tituló Cruz López Muller, en 1949 Juana Ontañón, en 1956 Margarita Mendizábal, Eugenia Pérez Clemente en 1957 y Elena Arregui en 1958.

### Carrera
Arregui se formó en la Escuela de Madrid, donde obtuvo el título en 1958, coincidiendo entre otras con María Juana Ontañón, Margarita Mendizábal o María Eugenia Pérez Clemente, mujeres integrantes de esa primera generación de arquitectas en España. Apasionada de la música y con cierta tradición familiar, no abandonó sus estudios de conservatorio al iniciar arquitectura, sino que los combinó, y terminó la carrera de piano. Colegiada en 1962, Arregui se asienta en Santiago de Compostela junto a su pareja, el también arquitecto Arturo Zas Aznar. Fue aquí donde fijaron su estudio y donde Arregui desarrolló gran parte de su actividad profesional. Desde el estudio que ambos compartieron, Arregui realizó todo tipo de edificios: residencial, educativo, sanitario, algún hotel, etc. Arregui y Zas asumieron los principios del movimiento moderno, impregnando su obra de un marcado carácter moderno y renovador.
En su obra arquitectónica encontramos un total de diez proyectos censados en el Colegio Oficial de Arquitectos de Madrid. Obras realizadas en la ciudad: Puerta de Hierro y Vallecas. De esos diez proyectos cinco son de nueva planta, y de esos cinco, cuatro son proyectos propios de la arquitecta. Es así como Arregui trabaja con arquitectos como Ricardo Magdalena Gayán, Mijan y Arturo Zas Aznar con el que realiza cuatro proyectos. Es el caso, por ejemplo, del grupo de viviendas de San Ignacio de Loyola, en Santiago de Compostela, una actuación de vivienda social acometida a principios de los años 70. Si bien el proyecto inicial era algo más ambicioso, concibiendo un total de 70 viviendas, finalmente no se construyeron más que 30 distribuidas en dos bloques.
En 1980, Arregui recibió el encargo de ampliación del Campus Universitario de la ciudad compostelana con la finalidad de dar solución a las carencias que presentaba y comunicarle con el sistema viario circundante. El proyecto que Elena Arregui realizó en respuesta a este encargo incluía la construcción de nuevas facultades y otros equipamientos que se fueron materializando casi en su totalidad a lo largo de la década de los 80.
Elena Arregui realizó también proyectos de decoración en 1963 aunque de la única obra de la que se tiene constancia es la del ático en Serrano n.º 20.
Arregui mantuvo una activa presencia en los órganos y colectivos vinculados a la profesión, fue la primera presidenta de la Delegación de Santiago de Compostela del Colegio de Arquitectura, así como tesorera del Colegio Oficial de Arquitectura de Galicia (COAG).

## Premios y reconocimientos
- En 2003 la Junta de Galicia le otorgó a Medalla Castelao.[9]
- En 2002 Diploma de Honor del (COAG) figurando entre las colegiadas más veteranas esta institución quiso homenajear su trayectoria, destacando por encima de todo la humanidad de su trabajo.[10]